# Zeta (slovo)
Zeta (grčki srednji rod: Ζήτα; veliko slovo Z; malo slovo ζ) šesto je slovo grčkog alfabeta i ima brojčanu vrijednost 7. U starogrčkom se izgovaralo /zd/ ili /dz/, a u novogrčkom /z/.

## Podrijetlo
Slovo zajin iz feničkog pisma izvor je grčkoga slova zeta.

## Šifra znaka
|                   | Veliko slovo Z            | Malo slovo ζ            |
| ----------------- | ------------------------- | ----------------------- |
| Unicode Codepoint | U+0396                    | U+03B6                  |
| Unicode-Ime       | GREEK CAPITAL LETTER ZETA | GREEK SMALL LETTER ZETA |
| HTML              | &#918;                    | &#950;                  |
| HTML-Identitet    | &Zeta;                    | &zeta;                  |